# Carlos Manuel O'Donnell
Carles Manuel O'Donnell Álvarez i Abreu (València, 1 de juny del 1834 - Madrid, 9 de febrer del 1903). Militar i polític espanyol, va ser ministre d'Estat durant el regnat d'Alfons XII i durant la regència de Maria Cristina d'Àustria.

## Biografia
Després lluitar a les Filipines el 1854, actuarà com a ajudant de camp del seu oncle, Leopoldo O'Donnell, a la Guerra d'Àfrica on resultarà ferit i obtindrà la Creu de Sant Ferran de primera classe.
Membre de la Unió Liberal participarà en les eleccions de 1863, 1864 i 1865 obtenint acta de diputat per la circumscripció de Valladolid.
El 1867, a la mort del seu oncle, hereta els títols de duc de Tetuan i comte de Lucena i donarà suport activament la Revolució de 1868 després de la qual és novament elegit diputat a les eleccions generals espanyoles de 1869 i 1872 novament per Valladolid i per Llucena. El 1876, ja com a militant del Partit Conservador, és elegit senador per Castelló de la Plana sent nomenat senador vitalici a 1881
Va ser ministre d'Estat fins en quatre ocasions: Entre el 16 de maig i el 9 de desembre del 1879 ocuparia per primera vegada aquesta cartera ministerial en un govern Martínez Camps. Posteriorment, entre el 5 de juliol del 1890 i l'11 de desembre del 1892 tornarà a exercir aquest ministeri en dos gabinets presidits per Antonio Cánovas. Sota la presidència de Cánovas tornarà a ocupar la cartera d'Estat entre el 23 de març del 1895 i el 19 de gener del 1996 i finalment, entre el 5 de març del 1896 i el 4 d'octubre del 1897 tornarà a exercir en un primer moment sota la presidència de Cánovas, i després de l'assassinat d'aquest, amb Marcelo Azcárraga y Palmero com a president del govern.
A més dels títols nobiliaris heretats del seu oncle, va ser nomenat marquès d'Altamira i exercí les funcions d'ambaixador a Brussel·les, Viena i Lisboa.